# Боргата Кјаронто (Кунео)
Боргата Кјаронто је насеље у Италији у округу Кунео, региону Пијемонт.
Према процени из 2011. у насељу је живело 2 становника. Насеље се налази на надморској висини од 1023 м.